# Reverse DNS lookup
La cerca inversa de DNS o la resolució DNS inversa (rDNS) és la determinació d'un nom de domini que està associat a una determinada adreça IP utilitzant el Sistema de noms de domini (DNS) d'Internet.
Exemple en un sistema GNU/Linux:
```
usuari@sistema:~$ host 192.168.30.147
147.30.168.192.in-addr.arpa domain name pointer zeus.exemple.int.
```

En aquest exemple, demanem quin és el nom de la màquina que porta per adreça IP la 192.168.30.147. El servidor de noms ens respon que el seu nom és zeus.exemple.int.
Les xarxes d'ordinadors utilitzen el Sistema de Noms de Domini per a determinar l'adreça IP associada a un nom de domini. Aquest procés també es coneix com a resolució de DNS. La cerca de DNS inversa és el procés invers, la resolució d'una adreça IP al nom del domini que té assignat.
La base de dades de DNS invers d'Internet té el seu origen a l'adreça i l'àrea d'encaminament de paràmetres (.arpa) del domini de nivell superior d'Internet. IPv4 utilitza el domini in-addr.arpa i IPv6 el ip6.arpa. El procés de resolució inversa d'una adreça IP utilitza el tipus de registre DNS punter (registre PTR).
Els documents oficials d'Internet RFC 1033 i RFC 1912, a la seva secció 2.1, especifiquen que «Cada amfitrió accessible a Internet ha de tenir un nom» i que aquests noms han de coincidir amb un registre de punter invers.

## Resolució inversa IPv4
Les cerques inverses de DNS per adreces IPv4 utilitzen una entrada inversa IN-ADDR en el domini especial in-addr.arpa. En aquest domini, una adreça IPv4 es representa com una seqüència concatenada de quatre nombres decimals separats per punts, als que s'adjunta el sufix de domini de segon nivell .in.addr.arpa. Els quatre nombres decimals s'obtenen en dividir l'adreça IPv4 de 32 bits en quatre parts de 8 bits i convertir cadascuna d'aquestes parts en un nombre decimal. Aquests nombres decimals es concatenen en aquest ordre: la part de 8 bits menys significativa primer, més a l'esquerra, la part de 8 bits més significativa va última, la de més a la dreta. És important tenir present que aquest és l'ordre invers a la convenció decimals amb punts habitual en l'escriptura de les adreces IPv4 en forma de text.
Per exemple, l'adreça (A) correu.exemple.com apunta a l'adreça IP 192.0.2.5. Als registres de punter (PTR) de la base de dades inversa, aquesta adreça IP es desa amb el nom de domini 5.2.0.192.in-addr.arpa apuntant un altre cop al seu nom d'amfitrió correu.exemple.com. Això permet el procés de Forward confirmed reverse DNS.

### Mètode de DNS invers sense classe
Històricament, els registres d'Internet i proveïdors de serveis d'Internet assignen adreces IP en blocs de 256 (per la classe C) o blocs més grans per a les classes B i A. Per definició, cada bloc cau sobre un octet frontera. L'estructura del domini DNS invers es basa en aquesta definició. Tot i això, amb la introducció de Classless Inter-Domain Routing (CIDR), les adreces IP s'assignen en blocs molt més petits i, per tant, el disseny original dels registres de tipus punter va esdevenir poc pràctic, ja que no es podia concedir l'autonomia de l'administració de blocs més petits. L'RFC 2317 va idear una metodologia per afrontar aquest problema mitjançant els registres DNS de nom canònic (CNAME).

## Resolució IPv6 inversa
Les cerques inverses de DNS per a adreces IPv6 utilitzen el domini especial ip6.arpa. Una adreça IPv6 apareix com un nom en aquest domini com una seqüència de nibbles en ordre invers, representat en forma de dígits hexadecimals com subdominis. Per exemple, el nom de domini del punter corresponent a l'adreça IPv6 2001:db8::567:89ab és b.a.9.8.7.6.5.0.0.0.0.0.0.0.0.0.0.0.0.0.0.0.0.0.8.b.d.0.1.0.0.2.ip6.arpa.

## Registres de punter múltiples
La majoria d'entrades dels rDNS només tenen un registre PTR, però DNS no en restringeix pas el nombre. Tot i això, generalment no es recomana tenir-ne diversos per a la mateixa adreça IP, a no ser que existeixi una necessitat específica. Per exemple, si un servidor web serveix molts hosts virtuals, pot haver un registre PTR per a cada un d'ells i algunes versions de programari de servidor de noms l'assignarà automàticament. Tenir molts registres PTR pot causar problemes, incloent l'activació d'errors al programari que només espera registres PTR individuals. En el cas d'un servidor web de gran mida, que té centenars de registres PTR, pot causar que els paquets DNS siguin molt més grans del normal, el que pot generar respostes truncades si es supera el límit de 512 bytes de missatge UDP DNS.

## Registres diferents dels PTR
Els tipus de registre diferents dels PTR també poden aparèixer a l'arbre de DNS invers. Per exemple, les claus de xifrat s'hi poden posar per IPsec (RFC 4025), SSH (RFC 4255) i IKE (RFC 4322). Descobriment de serveis basat en DNS (RFC 6763) utilitza registres amb noms especials a l'arbre invers de DNS per a proporcionar consells als clients sobre els dominis de descobriment de serveis -a una subxarxa específica. Altres usos menys estandarditzats inclouen comentaris posats als registres TXT i LOC per a identificar la ubicació geofísica d'una adreça IP.

## Usos
Els usos més habituals del DNs invers inclouen:
- L'ús original dels rDNS: solucionar problemes de xarxa mitjançant eines com traceroute, Ping i la capçalera per a seguiment «Rebut:» del protocol de correu electrònic SMTP, els llocs web de seguiment dels usuaris (especialment als fòrums d'Internet), etc.
- Una tècnica contra el correu brossa: la verificació dels noms de domini als rDNS per a veure si els usuaris poden ser de xarxes d'accés telefònic, adreces assignades dinàmicament o d'altres serveis de baix cost d'Internet. Els propietaris d'aquests tipus d'adreces IP solen assignar-les-hi noms rDNS genèrics com 1-2-3-4-dinàmica-ip.exemple.com. Donat que la gran majoria, tot i que no tots, dels correus originats en aquests equips són correu brossa, molts filtres antispam rebutgen correus amb aquests noms rDNS.[3][4]
- Una verificació forward-confirmed reverse DNS (FCrDNS) pot crear una forma d'autenticació que mostri una relació vàlida entre el titular d'un nom de domini i el propietari del servidor que s'ha donat a una adreça IP. Tot i que no és molt completa, aquesta verificació és suficientment robusta per a ser utilitzada per crear llistes blanques, sobretot per què els spammers i phishers no acostumen a poder-la passar quan utilitzen ordinadors zombis que falsifiquen dominis.
- El registre del sistema o les eines de monitoratge sovint reben entrades que només contenen les adreces IP. Per proporcionar dades més utilitzables pels humans, aquests programes solen fer una cerca inversa abans d'escriure-ho al registre, poden afegir un nom de domini a l'adreça IP.